# Mischendorf
Mischendorf è un comune austriaco di 1 631 abitanti nel distretto di Oberwart, in Burgenland. Nel 1971 ha inglobato i comuni soppressi di Großbachselten, Kleinbachselten, Kotezicken, Neuhaus in der Wart e Rohrbach an der Teich.